# Yannick Quesnel
Yannick Daniel Quesnel (Libourne, 24 de outubro de 1973) é um ex-futebolista francês que atuava como goleiro.

## Carreira
Revelado pelo Sochaux em 1991, Quesnel passou também por Libourne e Bordeaux, sem entrar em campo nenhuma vez (só jogou pelo time B dos Girondinos), obtendo destaque no Cannes, atuando em 52 partidas oficiais em 2 temporadas.
O goleiro teve passagem de 5 anos no futebol de Portugal, onde chegou em 2000 para defender a Naval, que disputava a Segunda Divisão. Pelo clube de Figueira da Foz, foram 19 jogos disputados. Sua melhor fase no país foi com a camisa do Alverca, e apesar de não ter evitado o rebaixamento em sua primeira temporada, conquistou o prêmio de melhor goleiro da competição em 2002. Seu desempenho levou Quesnel a assinar com o Benfica em 2004, encerrando uma passagem de 98 jogos.
Ficando como terceira opção (atrás de Quim e José Moreira, que disputariam em revezamento o Campeonato Português e a Copa da UEFA, Quesnel disputou uma única partida pelos Encarnados,válida pela fase de classificação da Liga dos Campeões da UEFA contra o Anderlecht, que terminou com vitória do Benfica por 1 a 0. Sem espaço no clube, foi emprestado para Estoril (8 jogos) e Olympique de Marseille (não entrou em campo). Em 2006, assinou com o Monaco para ser terceiro goleiro, e também não disputou nenhum jogo oficial pela equipe do principado.
As últimas atuações de Quesnel foram nas divisões inferiores da França, onde jogou por Pennoise, Stade Bordelais e Bergerac Périgord, onde encerrou a carreira em 2018.

## Títulos
Olympique de Marseille
- Taça Intertoto da UEFA: 2005[6]

### Individuais
- Melhor goleiro da Primeira Liga de 2001–02